# باشگاه فوتبال اتحاد الحراش
باشگاه فوتبال اتحاد الحراش (عربی: الاتحاد الریاضی لمدینة الحراش) یک باشگاه فوتبال در شهر الحراش، الجزایر است.
این باشگاه که در سال ۱۹۳۵ تأسیس شده است سابقه یک قهرمانی در لیگ حرفه‌ای فوتبال الجزایر و ۲ قهرمانی در جام حذفی فوتبال الجزایر را در کارنامه دارد.